# Platymetopius dubovskii
Platymetopius dubovskii är en insektsart som beskrevs av Dlabola 1961. Platymetopius dubovskii ingår i släktet Platymetopius och familjen dvärgstritar. Inga underarter finns listade i Catalogue of Life.